# Fu (Han Ai)
Fu, även kallad kejsarinnan Xiao'ai, född okänt år f.Kr., död 1 f.Kr., var en kinesisk kejsarinna, gift med kejsar Han Aidi. Hennes make var homosexuell och hade ett öppet förhållande med en manlig gunstling, Dong Xian. Äktenskapet var barnlöst och troligen ofullbordat. 
Fu var dotter till Fu Yan, som var kusin till den senare kejsar Han Aidis mor gemål Fu (Yuan). Hon gifte sig med Han Aidi innan han blev kronprins. Hennes make blev kejsare när hans farbror avled i april år 6 f.Kr. Han Aidi antog titeln kejsar Ai, och gav henne titeln kejsarinna och hennes far titeln markis av Kongxiang. Äktenskapet var arrangerat. Hennes make var homosexuell och hade öppet ett förhållande med Dong Xian och äktenskapet var troligen aldrig fullbordat och förblev barnlöst. Fu fick stöd av sin svärmor, gemål Fu, och behandlades väl av sin make. Fler av hennes släktingar utsågs till fina ämbeten. Fu personligen ska ha hållit sig utanför politik och alla intriger vid hovet.  
År 1 f.Kr. avled kejsar Ai, och änkekejsarinnan Wang Zhengjun hjälpte då Wang Mang till makten, medan Dong Xian tvingades begå självmord. Wang Mang rensade sedan ut alla Fus släktingar, inklusive hennes far, från alla ämbeten vid hovet. Fu saknade därefter allt stöd, eftersom hennes svärmor hade avlidit strax före hennes make. Wang Mang gav henne inte titeln änkekejsarinna, utan tog istället ifrån henne alla hennes titlar och hennes kungliga status och gav henne rollen som väktare av sin makes grav, ett arbete som vanligen innehades av tjänare. Hon begick självmord samma dag. Samma öde drabbade hennes makes företrädares änka, Zhao Feiyan. 